# Халупкі (Лодзинське воєводство)
Халупкі (пол. Chałupki) — село в Польщі, у гміні Серадз Серадзького повіту Лодзинського воєводства.
Населення — 61 особа (2011).
У 1975—1998 роках село належало до Серадзького воєводства.

## Демографія
Демографічна структура станом на 31 березня 2011 року:
|          | Загалом | Допрацездатний вік | Працездатний вік | Постпрацездатний вік |
| -------- | ------- | ------------------ | ---------------- | -------------------- |
| Чоловіки | 33      | 3                  | 26               | 4                    |
| Жінки    | 28      | 7                  | 15               | 6                    |
| Разом    | 61      | 10                 | 41               | 10                   |